# Степаненко Олександр Федорович
Олександр Федорович Степаненко (6 червня 1873, с. Ярошів, Кременчуцький повіт, Полтавська губернія — 1924, РРФСР) — політичний і громадський діяч, кооператор, член Української Центральної Ради.

## Біографія
Навчався у Лубенському духовному училищі, Полтавській духовній семінарії, Харківському та Юр'євському ветеринарних інститутах. За фахом — ветеринарний лікар. Член Революційної Української Партії (з 1900), пізніше — співзасновник Української Народної Партії (1902), редактор популярної газети «Село» у Києві (1909—1911). Учасник ІІ Всеукраїнського студентського з'їзду (Львів, 1913).
На початку Української революції 1917—1921 років — член Київської губернської ради об'єднаних громадських організацій та її виконавчого комітету, член Української Центральної Ради (від кооперативних організації), один з лідерів Української Партії Соціалістів-Самостійників. Влітку 1917 року ряд газет опублікували на адресу О. Ф. Степаненка звинувачення у співпраці з «охранкою». Це викликало скандал — О. Ф. Степаненко був виключений із київського губернського виконавчого комітету Ради об'єднаних громадських організацій. Спеціальна комісія УЦР дійшла висновку про неправдивість звинувачень.
У грудні 1917 р. О. Ф. Степаненко був обраний секретарем фракції соціалістів-самостійників в УЦР.
За Директорії відряджений до Відня як економічний радник УНР; 1922 повернувся в Україну, був висланий до Росії, де й помер.